# Raphaël Salem
Raphaël Salem   (Tessalònica, 7 de novembre de 1898 - París, 20 de juny de 1963) va ser un matemàtic francès, nascut a Tessalònica quan encara era de l'Imperi Otomà.

## Vida i Obra
Salem va néixer a Tessalònica, fill d'un conegut advocat jueu d'origen sefardí especialista en temes internacionals. De nen va créixer en un ambient cosmopolita: una família jueva a l'Imperi Otomà, amb tradicions hispàniques i parlant francès i italià. Quan tenia quinze anys, la família es va traslladar a París on va acabar la seva escolarització al Lycée Condorcet. Sota la influència del seu pare va fer estudis de dret a la universitat de París i el 1919 va obtenir la llicenciatura en dret. Simultàniament, però, també havia estat estudiant matemàtiques amb Jacques Hadamard i el mateix any també es va graduar en matemàtiques. Els dos cursos següents va estudiar a l'École Centrale de Paris, on va obtenir el títol d'enginyer el 1921.
Acabats els estudis, i potser també sota la influència del pare, es va posar a treballar al Banc de París i dels Països Baixos (actual BNP Paribas) del qual va arribar a ser un dels directors el 1938. En les seves estones lliures va continuar fent recerca matemàtica en el camp de les sèries de Fourier, estimulat per Arnaud Denjoy, qui el va convèncer, finalment, a presentar els seus treballs a la universitat per obtenir el doctorat en matemàtiques, que li fou concedit el 1940.
El 1939, amb l'esclat de la Segona Guerra Mundial, va ser mobilitzat un breu temps i, en tornar, sonada la seva condició de jueu va marxar amb la família als Estats Units. El 1941 va ser contractat com professor per l'Institut de Tecnologia de Massachusetts. Durant la guerra, va morir el seu pare i la resta de la família, mare, germana i cunyat, van ser deportats i morts en camps de concentració nazis. El seu fill es va allistar a l'Exèrcit de la França Lliure i va participar al desembarcament del sud de França.

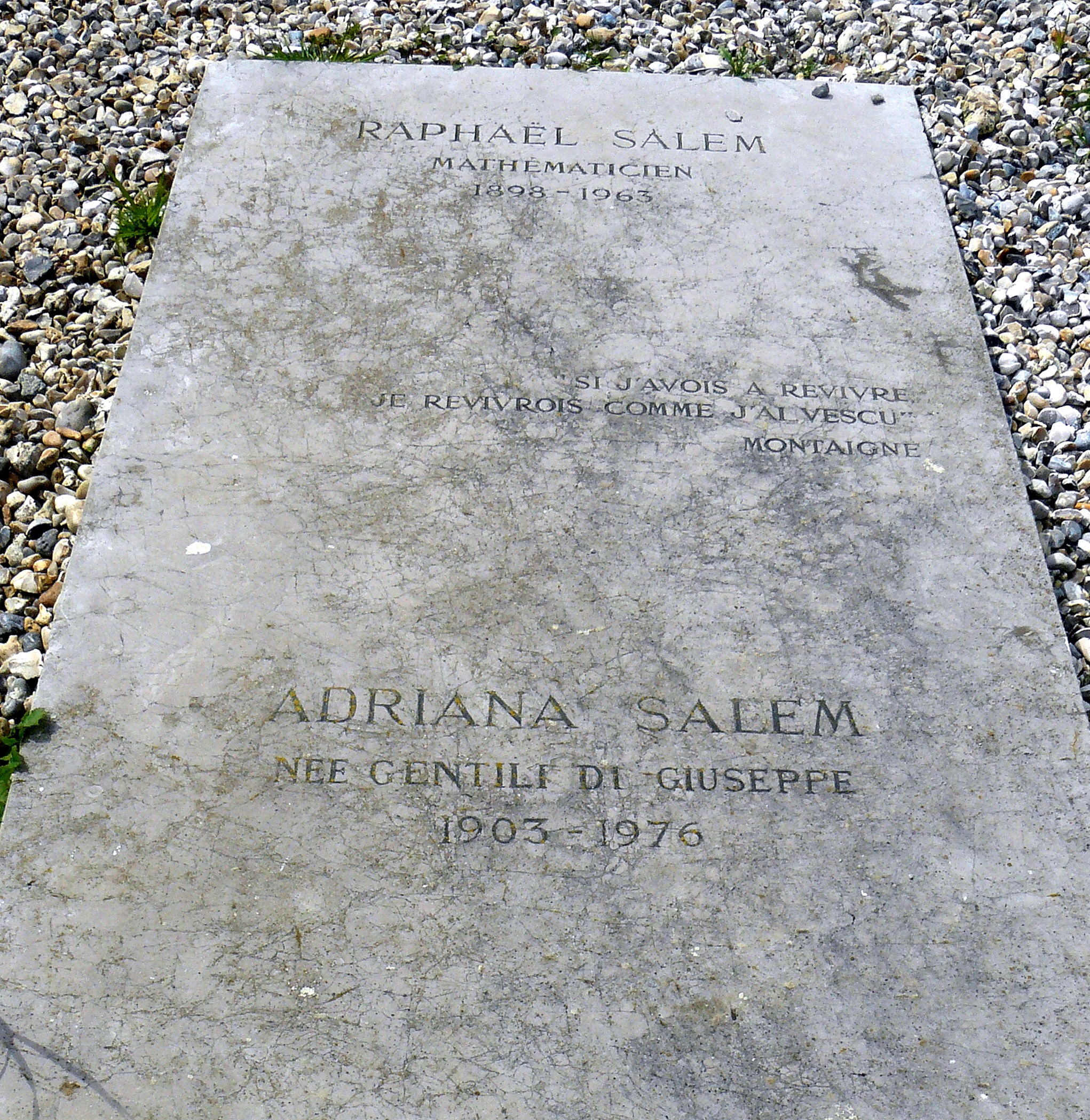
Tomba de Salem i de la seva esposa a Normandia.

Acabada la guerra va començar a desitjar retronar a França. A partir de 1950 va ser professor a la universitat de Caen compaginant-ho amb la seva docència a Massachusetts. Finalment, el 1958, va ser nomenat professor de la universitat de París i, aleshores, va retornar definitivament a París, on va morir el 1963.
El 1967, els seus deixebles Antoni Zygmund i Jean-Pierre Kahane van editar les seves Œuvres mathématiques. L'any següent, la seva vídua, Adriana Salem (de soltera: Gentilli di Giuseppe), va instaurar el Premi Salem per premiar els millors treballs de recerca sobre sèries de Fourier.
Els seus treballs més importants versen sobre aquest tema i sobre les sèries trigonomètriques en general, camp en el que va descobrir els Nombres de Salem, una variant dels nombres de Pisot.